# Nina Negri
Hermina Negri (Rosario, 24 de diciembre de 1901-París 29 de mayo de 1981), másconocida como Nina Negri, fue una pintora y grabadora franco-argentina. Formó parte de diferentes grupos surrealistas y abstractos.

## Biografía
Nina Negri soñaba con ser pintora desde los ocho años. Comenzó su aprendizaje a los catorce años con el pintor español Benito Guzmán. Estudió igualmente alfarería y lacado.
En Argentina estudió psicología y antropología de los indios de  América. Hablaba francés, inglés, español, italiano, guaraní, euskera y provenzal, lo que le permitió relacionarse con todo tipo de personas de diferentes culturas. Realizó varios viajes de estudios a Italia (en particular a Florencia) y África. A los 20 años se instala definitivamente en París.
Estudió con Marogar Vytlacil la preparación de lienzos, pigmentos y barnices. También con René Xavier Prinet, André Lhote, Amédée Ozenfant, Fernand Léger, Edmund Daniel Kinzinger y Marcel Gromaire. Llevó a cabo investigaciones en los Laboratorios del Louvre sobre técnicas pictóricas.
En 1921-1922, asistió al Bateau-Lavoir donde conoció, entre otros, a Pablo Picasso, Auguste Herbin, Henri Matisse y Georges Braque. En 1925, entabla amistad con Alberto Giacometti, Yves Tanguy, Francisc Sirato, Paul Éluard, Robert y Sonia Delaunay y otros artistas.
En 1928 conoció a Stanley William Hayter quien le enseñó el arte del grabado. A partir de 1930, con Stanley William Hayter, Serge Brignoni y John Ferren, emprendió una investigación formal sobre nuevas formas de grabado. En 1933, Stanley William Hayter inauguró el Atelier 17 con la participación de Nina Negri.
En 1936 firmó el manifiesto dimensionista de Sirato con otros pintores y escultores, entre ellos Alexander Calder, Joan Miró, Hans Arp, Robert y Sonia Delaunay, Vasili Kandinski y Francis Picabia. Expuso obras en la primera exposición internacional de Dimensionismo que tuvo lugar en París en el otoño de 1936. En 1938, fue invitada a la Exposición Internacional del Surrealismo organizada por André Breton y Paul Éluard.
Participó en exposiciones colectivas en París. En el Salon des Indépendants y en el Salon de Mai y, de 1949 a 1959, en el Salon des réalités nouvelles. También expuso en Milán y Nueva York.
Nina Negri falleció a los 79 años en 1981.

## Principales exposiciones
- 1939 : Société lorraine des beaux-arts
- 1955 : Conmemoración de la llegada de Van Gogh a Auvers-sur-Oise
- 1957-1958 : Bienal de arte abstracto en Burdeos
- 1963-1964 : Salón internacional Bosio en Mónaco
- 1969 : International Arts Guild, Palma de Oro de Bellas Artes en Montecarlo
- 1970 : Gran Premio Internacional de Pintura, obra premiada en Deauville
- 1971 : Bienal de la Riviera de Cannes
- 1971 : Salón internacional Paris-Sud, Bel’Fontaine y Juvisy-sur-Orge
- 1973 : Salón internacional en Juvisy-sur-Orge
- En 1962, uno de sus cuadros expuesto en el Salon des réalités nouvelles de Lille, fue presentado en la televisión local.

## Museos
- Biblioteca nacional de Francia, Gabinete de Grabados
- Museo de Arte Moderno de París
- Museo de Toulon
- Museo de Grabados en Gravelines
- Museo Solomon R. Guggenheim de Nueva York
- Museo Stedelijk de Ámsterdam
- Museo de Arte Moderno de Bruselas